# Вышневский, Владимир Петрович
Владимир Петрович Вышневский (2 мая 1940 года, станица Григорополисская, Новоалександровский район, Ставропольский край — 15 мая 2015 года, хутор Чапцев, Новоалександровский район, Ставропольский край) — тракторист колхоза имени Ворошилова Новоалександровского района Ставропольского края. Герой Социалистического Труда (1990).

## Биография
Родился в 1940 году в крестьянской семье в станице Григорополисская. После окончания семилетки в 1954 году поступил на учёбу строительное ПТУ. С 1956 года — каменщик в Строительном управлении № 20 в Ростовской области. В 1959—1962 годах проходил срочную службу в Советской Армии в составе Бакинского ПВО. После армии трудился в колхозе имени Ленина Новоалександровского района. С 1966 года обучался на курсах механизации, после которых продолжил трудиться в колхозе имени Ленина и позднее — в колхозе имени Ворошилова Новоалександровского района.
Неоднократно показывал высокие результаты в трудовой деятельности. Указом № 615 Президента СССР Михаила Сергеевич Горбачёва «О присвоении звания Героя Социалистического Труда передовикам производства агропромышленного комплекса Ставропольского края» от 23 августа 1990 года «за выдающиеся успехи в развитии сельского хозяйства, большой личный вклад в увеличение производства и продажи государству сельскохозяйственной продукции на основе применения прогрессивных технологий и передовых методов организации труда» удостоен звания Героя Социалистического Труда с вручением ордена Ленина и золотой медали «Серп и Молот».
Избирался депутатом Красночервонного сельского Совета народных депутатов.
Трудился в колхозе имени Ворошилова до выхода на пенсию. Проживал в хуторе Чапцев, где скончался в 2015 году.
Награды
- Герой Социалистического Труда
- Орден Ленина
- Орден «Знак Почёта» (07.12.1973)
- Орден Трудового Красного Знамени (22.02.1978)
- Заслуженный механизатор сельского района РСФСР (06.10.1982)
- Почётный гражданин Новоалександровского района (2010)